# Fantastique
Ne doit pas être confondu avec Merveilleux, Science-fiction ou Fantasy.
Pour les articles homonymes, voir Cinéma fantastique et Art fantastique.
 (avril 2009).

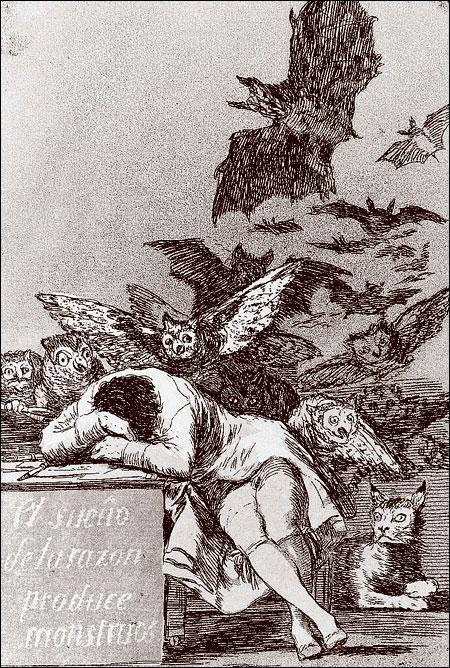
Goya, Le sommeil de la raison produit des monstres.

Le fantastique est un genre narratif caractérisé par l’intrusion du surnaturel dans le cadre réaliste d'un récit.

## Fantastiquevsmerveilleux
Selon le théoricien de la littérature Tzvetan Todorov (Introduction à la littérature fantastique), le fantastique se distingue du merveilleux par l'hésitation qu'il produit entre le surnaturel et le naturel, le possible ou l'impossible et parfois entre le logique et l'illogique.
Le merveilleux, au contraire, fait appel au surnaturel dans lequel, une fois acceptés les présupposés d'un monde magique, les choses se déroulent de manière presque normale et familière.
Le fantastique peut être utilisé au sein des divers genres : policier, science-fiction, horreur, contes, romances, aventures et merveilleux lui-même. Cette définition plaçant le fantastique à la frontière de l'étrange et du merveilleux est généralement acceptée dans la tradition critique française, mais a fait l'objet de controverses à l'étranger, telle que celle menée par Stanislas Lem, car la littérature fantastique a un sens bien plus large dans les autres langues.
Le héros fantastique a presque systématiquement une réaction de refus, de rejet ou de peur face aux événements surnaturels qui surviennent. Le fantastique est très souvent lié à une atmosphère particulière, une sorte de crispation due à la rencontre de l’impossible. La peur est souvent présente, que ce soit chez le héros ou dans une volonté de l’auteur de provoquer l’angoisse chez le lecteur ; néanmoins ce n’est pas une condition sine qua non du fantastique.
Le fantastique en littérature ne doit donc pas être confondu avec le merveilleux (où le surnaturel est posé et accepté d'emblée), avec la science-fiction (qui est rationnelle) ou avec l'horreur, bien que ces genres puissent s'y combiner.

## Registres apparentés

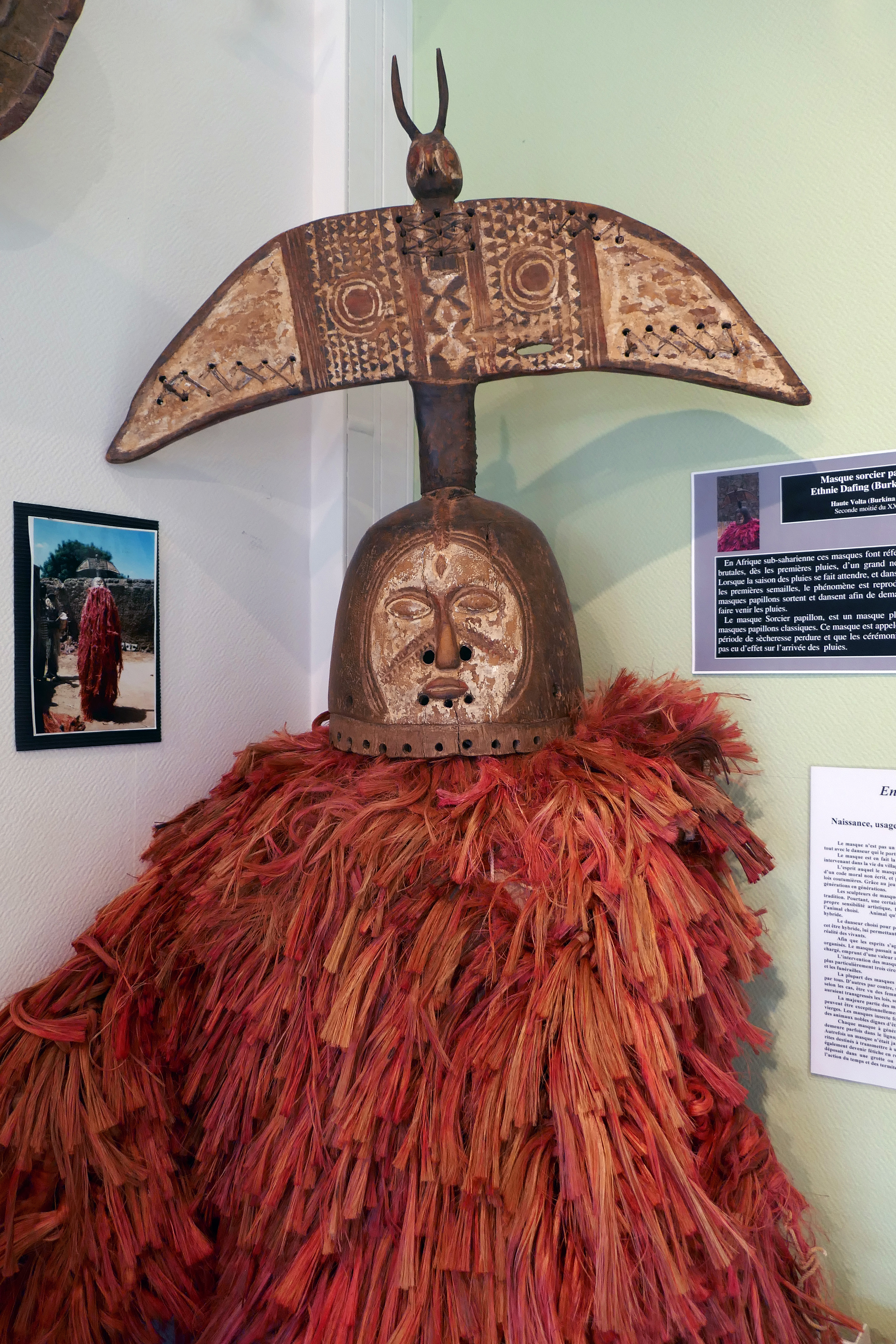
Sorcière.

Le fantastique est souvent considéré comme très proche de la science-fiction. Néanmoins, d'importantes différences les distinguent : la science-fiction ne relève pas du surnaturel et se veut rationnelle. Ainsi, La Machine à explorer le temps, de H. G. Wells, est un roman de science-fiction car le héros voyage dans le temps grâce à une machine conçue à cet effet, autrement dit grâce à un procédé technologique, certes inconnu dans l'état actuel des connaissances humaines, mais qui, étant présenté comme technologique, ne peut être qualifié de surnaturel.
En français, une erreur fréquente consiste à appeler « fantastiques » tous les textes appartenant au genre anglo-saxon de la fantasy, comme ceux de J. R. R. Tolkien, alors qu’ils appartiennent en réalité au domaine du merveilleux. Cette erreur est sans doute due à la proximité formelle des deux termes. Dans le monde anglo-saxon la littérature fantastique n'est pas considérée comme un genre à part mais plutôt comme un sous-genre de low fantasy. Le fantastique est également apparenté au réalisme magique, genre propre à la littérature latino-américaine et fondé sur l'insertion d'éléments surnaturels dans un récit réaliste. Mais les faits surnaturels y sont considérés comme normaux, ce qui fait du réalisme magique une branche du merveilleux et non du fantastique.
Tzvetan Todorov arrive donc à une définition du fantastique comme étant entre l'étrange, c'est-à-dire un réel dont on pousse les limites à bout, comme dans la Chute de la Maison Usher d'Edgar Allan Poe, dans laquelle on peut adopter une analyse rationnelle, et le merveilleux, où les éléments surnaturels sont considérés comme normaux : le fantastique est cet entre-deux, ce moment où l'esprit hésite encore entre une explication rationnelle et irrationnelle. Il ajoute comme condition dernière à l'apparition du fantastique un univers ou un contexte réaliste : il faut que le décor soit perçu comme naturel pour pouvoir y introduire les marques du surnaturel, et donc l'hésitation qui mène au fantastique.

## Histoire

### Origines

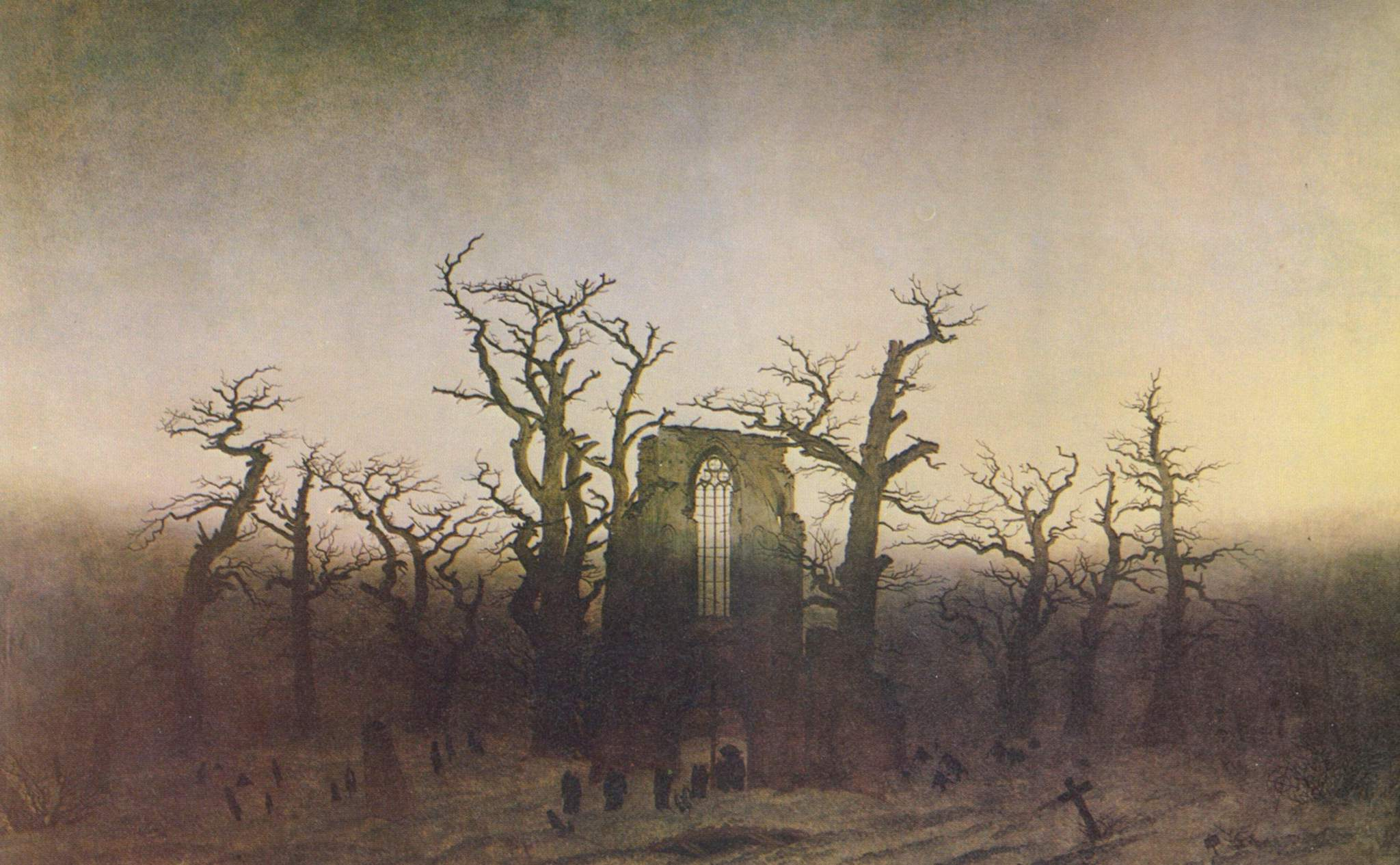
Caspar David Friedrich.

#### De l'Antiquité aux Lumières
Lorsque Charles Nodier veut inventer une histoire fantastique, lorsque Nerval rappelle cet initiateur malgré lui que fut Cazotte, tous deux se réfèrent sans hésiter à L’Âne d’or (également intitulé Les Métamorphoses) d’Apulée (iie s. apr. J.-C.). Le héros des Métamorphoses arrive dans une région particulièrement mystérieuse de la Grèce, la Thessalie. Les sorcières de cette province étaient réputées, et le protagoniste Lucius est transformé en âne après avoir utilisé le mauvais onguent. Toute une partie du roman, depuis la métamorphose de Lucius jusqu'à ce qu'il retrouve sa forme originale, échappe au fantastique et préfigure le parcours futur des héros picaresques. Seul le début, où la magie des sorcières reste incertaine, peut être considéré comme fantastique. Les œuvres fantastiques ne sont cependant réellement apparues qu'au tournant du XVIIIe siècle et ce type de littérature a connu son âge d'or au XIXe siècle.
L'un des précurseurs est Jacques Cazotte dont le court roman, Le Diable amoureux (1772), est considéré comme le premier récit fantastique de langue française. Il relate l'histoire d'un jeune homme, Alvare, qui tente de convoquer le Diable. Celui-ci lui apparaît sous les traits de la charmante Biondetta. Teinté d'influences ésotériques, ce roman aura une influence directe sur Charles Nodier et ses successeurs français.
L'autre grand des Lumières associé au fantastique est Le Manuscrit trouvé à Saragosse du polonais Jean Potocki, écrit lui aussi en français. Se présentant sous la forme d'un assemblage de récits indépendants, imbriqués les uns dans les autres selon le principe du roman gigogne, avec quelques personnages récurrents, il propose une grande diversité de types de récits : le roman noir, le roman picaresque, le conte, le récits philosophique, etc. Cependant, le surnaturel est omniprésent dans le roman.
William Beckford était anglais, et pourtant c'est le français qu'il a choisi pour écrire Vathek (1786). Il situe l'action en Orient, et donne au roman l'aspect d'un conte oriental qui rappelle Les Mille et Une Nuits. L'histoire est celle de la descente aux enfers d'un calife ayant cherché à obtenir des pouvoirs surnaturels en concluant un pacte avec le Diable.

#### Roman gothique
La véritable source du genre fantastique est le roman gothique anglais de la fin de 1785. Outre l'apparition des thèmes propres au fantastique, (histoires de fantômes, le Diable, les vampires) ces romans caractérisés par une atmosphère d'horreur plus prononcée introduisent l'ambiguïté caractéristique du genre. Parmi les œuvres les plus représentatives, citons Le Château d'Otrante d'Horace Walpole, Le Moine de Matthew Gregory Lewis (1796), Les mystères d'Udolphe d'Ann Radcliffe (1794), Caleb Williams de William Godwin (1794), Zofloya, ou le Maure de Charlotte Dacre (1806) et Melmoth, l'homme errant de Charles Robert Maturin (1821).

#### Romantisme frénétique

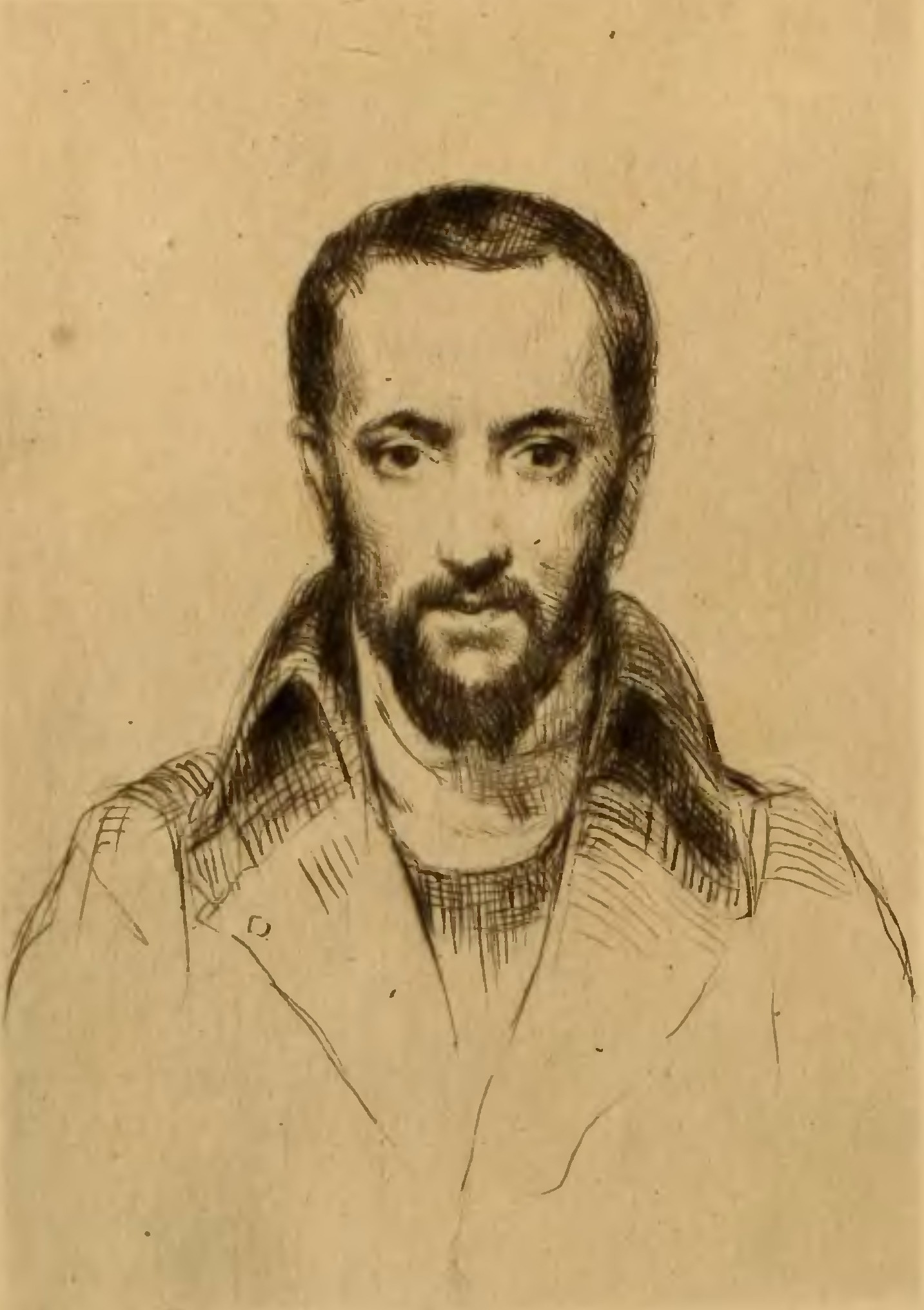
Pétrus Borel.

La découverte des gothiques anglais donne lieu en France à une profusion d'œuvres dites « frénétiques » (On parle aussi de « roman noir »). Encore très marquées par le merveilleux, ces œuvres romantiques des années 1830 introduisent dans le roman français le goût pour l'horreur et le macabre.
Après ces deux œuvres imposantes, le roman frénétique atteint son apogée avec les « petits romantiques ». Pétrus Borel, dans Champavert, contes immoraux (1833) et surtout dans Madame de Putiphar (1839), est encore plus provoquant que les anglo-saxons, en particulier dans sa complaisance pour l'horrible. La cruauté des récits de Champavert annonce Auguste de Villiers de L'Isle-Adam. De plus, Borel a écrit un véritable récit fantastique, Gottfried Wolfgang (1843).
Parmi les œuvres marquantes du gothique français, il faut aussi évoquer des romans qui, ayant été écrits dans le but de parodier les récits de Lewis et Radcliffe, sont devenus d'authentiques romans noirs. Dans ce registre, le critique littéraire Jules Janin a notamment écrit L'âne mort et la femme guillotinée (1829). De même, Les mémoires du Diable de Frédéric Soulié utilise tous les ressorts du roman gothique, et ne cache pas sa dette envers le Marquis de Sade.

#### Naissance du véritable fantastique

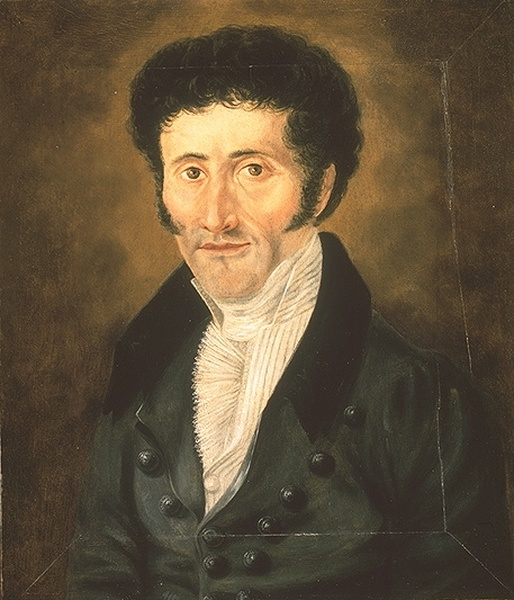
E.T.A. Hoffmann.

C'est en Allemagne au début du XIXe que naît la littérature fantastique proprement dite, avec Adelbert von Chamisso (Peter Schlemilh) puis Achim von Arnim et E.T.A. Hoffmann (Fantaisies à la manière de Callot, Contes nocturnes). Le fantastique de Hoffmann se caractérise par l'exaltation, le chaos, et la frénésie. Le roman Les Élixirs du Diable, qui revendique la filiation du Moine de Lewis, accumule de façon souvent incohérente les épisodes de natures très différentes : histoire d'amour, méditations esthétiques ou politiques, aventures picaresques, épopée familiale, extases mystiques, etc. Le thème de la folie et de la solitude est central dans l'œuvre de Hoffmann comme dans celle de Chamisso.
Hoffmann a eu une influence universelle et pratiquement continue sur le genre. Ses contes forment un véritable répertoire du fantastique, décliné par la suite par d'autres auteurs et dans d'autres arts (opéra, ballet, cinéma).

#### Fantastique moderne
Au XXe siècle, le genre fantastique témoigne d’une évolution significative par rapport au siècle précédent ; un certain nombre de critiques ont parlé en ce sens d’un « fantastique moderne ». On considère que des auteurs aussi divers que Kafka, Borges, Adolfo Bioy Casares, Stephen King, Raymond Roussel ou encore Jules Supervielle ont participé à ce « nouveau fantastique ».

### En langue française

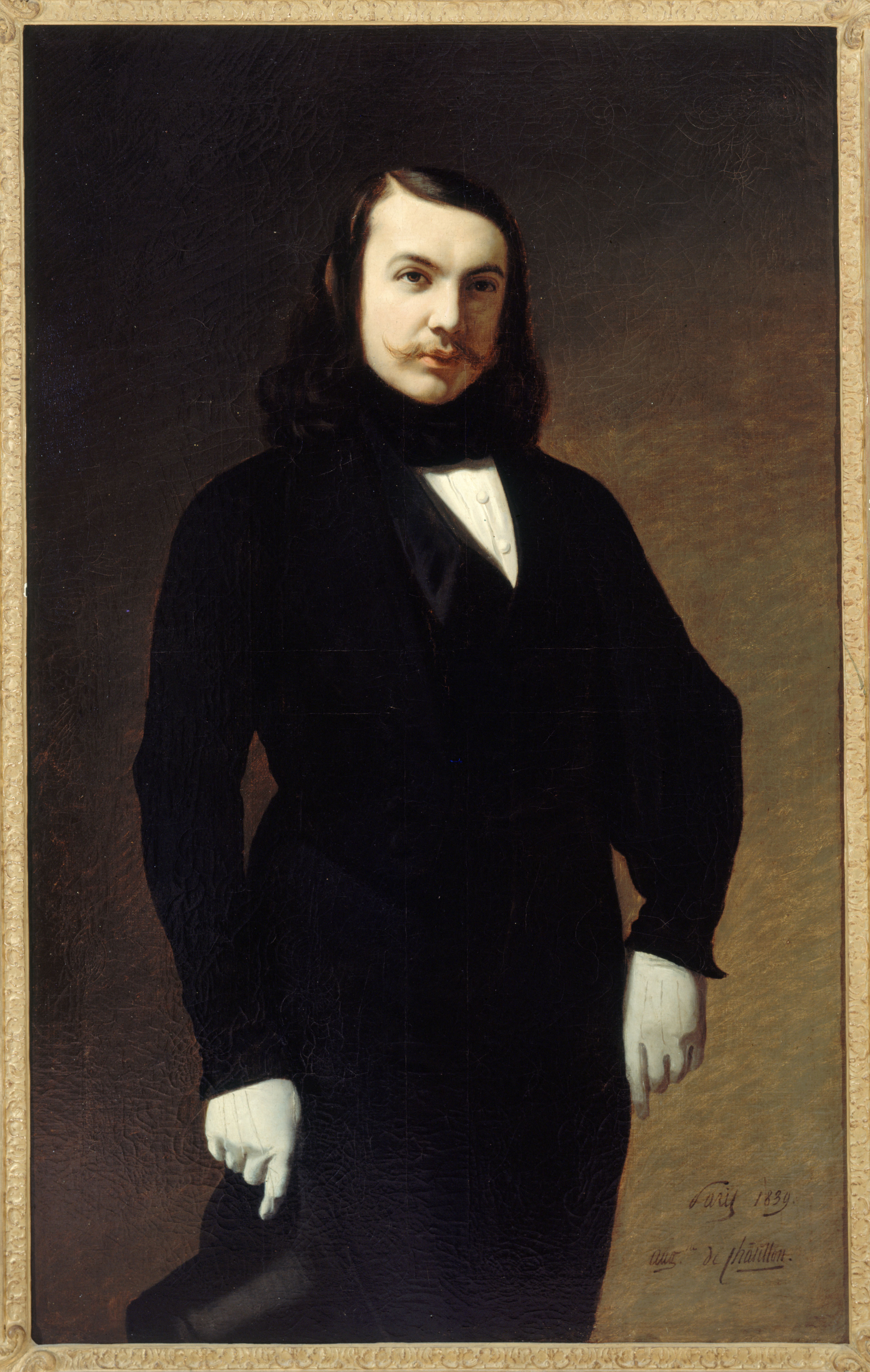
Théophile Gautier.

#### Essor du fantastique en France
Dès les années 1830, les contes d'Hoffmann sont traduits en français par Loève-Veimars et rencontrent un succès spectaculaire. Après Le Diable amoureux de Jacques Cazotte, Nodier est l'un des premiers écrivains français à écrire des contes fantastiques. Pourtant, il ne voit dans ce genre qu'une manière nouvelle d'écrire des récits merveilleux ; le fantastique lui est prétexte au rêve et à la fantaisie. Il écrit d'ailleurs une étude sur le fantastique (voir section bibliographie), qui montre que pour Nodier la frontière entre merveilleux et fantastique est assez floue. Peuplés de fantômes, de vampires et de morts-vivants, ses textes possèdent cependant ce qui caractérise le fantastique : l'ambiguïté, l'incertitude, l'inquiétude. Ses contes les plus connus sont La Fée aux miettes (1832), Smarra ou les démons de la nuit (1821) et Trilby ou le lutin d'argail (1822).
Puis plusieurs des plus grands de la littérature française s'y essayent. Honoré de Balzac, auteur d'une dizaine de contes et de trois romans fantastiques, a été lui aussi influencé par Hoffmann. Outre L'Élixir de longue vie (1830) et Melmoth réconcilié (1835), sa principale œuvre fantastique est le roman La Peau de chagrin (1831), dont le personnage principal a conclu un pacte avec le Diable : il achète une peau de chagrin qui a le pouvoir d'exaucer tous ses souhaits mais qui, symbolisant sa vie, se réduit à chaque fois qu'il y a recours. Malgré la composante fantastique, ce roman est inscrit dans le réalisme : Balzac utilise à la description pour peindre les lieux de Paris ; il fait intervenir la psychologie et la situation sociale de ses personnages. Mais dans l'ensemble, l'œuvre fantastique de Balzac n'est pas conçue comme une finalité. Tout du moins, Balzac ne cherche pas à effrayer ou à surprendre le lecteur, et ne fait pas intervenir de quelconques vampires ou loups-garous. Il s'agit plutôt d'une œuvre de réflexion, inscrite dans le cadre de la Comédie humaine. À travers la puissance allégorique des personnages et des situations, Balzac écrit avant tout des contes philosophiques.

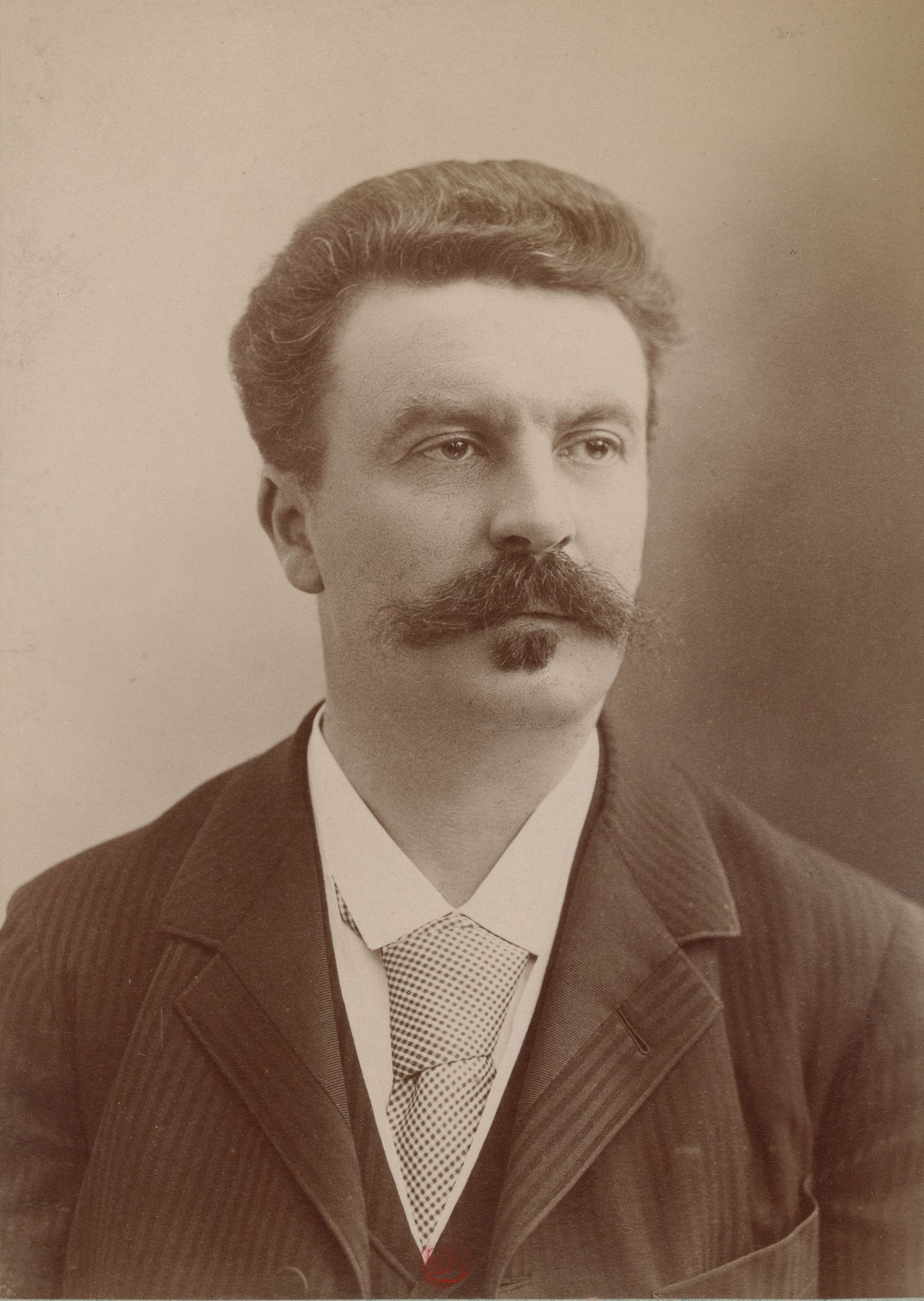
Guy de Maupassant.

Grand admirateur de Hoffmann, Théophile Gautier est un auteur incontournable de la littérature fantastique. Habités par la fantaisie et le désir d'évasion, ses contes sont parmi les plus aboutis sur le plan de la technique du récit. Gautier brille à tenir le lecteur dans le doute tout au long de ses histoires, et à le surprendre au moment de la chute. Il est l'auteur de quelques chefs-d'œuvre que l'on retrouve régulièrement dans les anthologies dédiées au fantastique, tels La Cafetière (1831) et La Morte amoureuse (1836). Prosper Mérimée n'a écrit qu'un nombre très restreint d'œuvres fantastiques (quelques nouvelles tout au plus), mais celles-ci sont d'une grande qualité. La Vénus d'Ille (1837), en particulier, est l'une des plus célèbres nouvelles du genre, mais Lokis et Vision de Charles XI comptent aussi parmi ses réussites dans le genre. Mérimée a également traduit La Dame de pique de Pouchkine, et a publié une étude sur Nicolas Gogol, le maître du fantastique russe. Après avoir écrit des textes fantastiques sous l'influence du romantisme allemand de Goethe et d'Hoffmann, Gérard de Nerval a écrit un ouvrage majeur, Aurélia (1855), dans un style plus poétique et personnel. Il a également rédigé un autre texte dans un style similaire, La Pandora (1854).
Guy de Maupassant est à l'évidence l'un des plus grands auteurs de littérature fantastique. Son œuvre est marquée par le réalisme, genre dans lequel il a bâti sa renommée ; elle est fortement ancrée dans le quotidien. Ses thèmes récurrents sont la peur, l'angoisse et surtout la folie, dans laquelle il va d'ailleurs sombrer peu avant sa mort. On les retrouve dans son chef-d'œuvre, Le Horla (1887). Sous forme de journal intime, le narrateur relate ses angoisses dues à la présence d'un être invisible. L'hésitation repose sur la folie possible du narrateur. Le mélange de réalisme et de fantastique est souvent, chez Maupassant, porté par la folie de l'un des acteurs et introduit ainsi sa vision déformée du monde dans le réel. Le Horla, mot inventé par Maupassant, signifie fort probablement « Hors de là », ce qui sous entend que cet être invisible vient d’un autre monde. Il existe deux versions du Horla par le même auteur : la deuxième version se termine sur la vision du personnage principal interné en hôpital psychiatrique.

#### Symbolisme et fantastiquefin de siècle

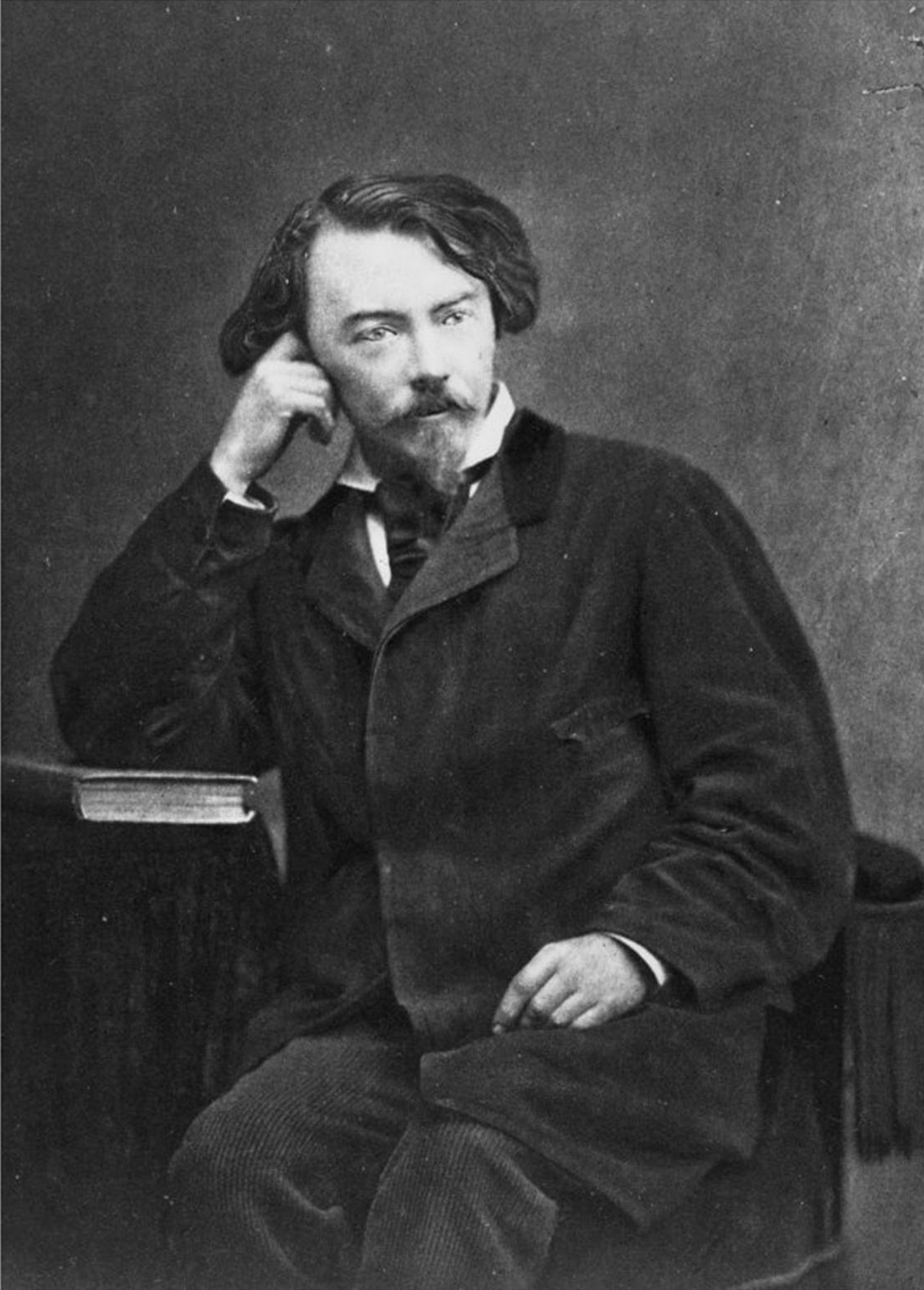
Villiers de L'Isle-Adam.

La fin du XIXe siècle voit l'essor de la littérature dite « décadente », dont les thèmes de prédilection sont la cruauté, le vice et la perversité. Dans le sillage d'œuvres telles que À rebours de Joris-Karl Huysmans ou Les Diaboliques de Jules Barbey d'Aurevilly, le fantastique n'est plus une finalité, mais un moyen permettant de faire passer une provocation, une dénonciation ou une volonté esthétique. Il n'y a donc plus durant cette période d'« écrivains fantastiques », mais de nombreux auteurs qui ont écrit quelques textes fantastiques. Le conte se fait plus maniéré, les descriptions se font riches, l'exotisme et l'érotisme deviennent des éléments importants. Enfin, le conte fantastique est une occasion de faire de la critique sociale, souvent dirigée contre le matérialisme bourgeois, par exemple dans les Contes cruels de Villiers de L'Isle-Adam. Par ailleurs, les symbolistes décadents ont largement recours au fantastique dans leurs contes ; celui-ci n'est alors pas très éloigné de la fable et de l'allégorie.
Léon Bloy a écrit deux recueils de contes, Sueurs de sang (1893) et Histoires désobligeantes (1894). Ses récits, même s'ils ne sont pas tous fantastiques, relèvent de l'étrange ou du surnaturel. Rédigeant dans un style incendiaire, Bloy a la volonté de choquer ses lecteurs par la cruauté de ses histoires. Un autre écrivain qui a fait de tout ce qui est cruel, malsain ou sordide sa source d'inspiration favorite est Jean Lorrain, auteur notamment de Monsieur de Phocas, l'une des œuvres phares de la littérature fin de siècle. Ses nombreux contes fantastiques sont répartis dans plusieurs recueils, dont le meilleur est certainement Histoires de masques (1900).
L'auteur symboliste Marcel Schwob, guère insensible à l'atmosphère délétère des œuvres décadentes, est parvenu à concilier cette esthétique avec la veine du fantastique. Utilisant notamment le registre merveilleux et le pouvoir de l'allégorie, il est l'auteur de deux recueils de contes, Cœur Double (1891) et Le Roi au masque d'or (1892). Il convient aussi de retenir le recueil Histoires magiques (1894) d'un autre symboliste, Rémy de Gourmont, dans lequel l'influence de Villiers de L'Isle-Adam est indéniable, et qui est le seul de son auteur à contenir des contes fantastiques.
Henri de Régnier a écrit en 1919 un recueil de trois nouvelles fantastiques d'importance, Histoires incertaines, dont l'esthétique est directement influencée par la littérature fin de siècle.

#### Fantastique belge
Le développement d'une littérature fantastique particulière en Belgique au XXe siècle est une chose curieuse mais indiscutable. Il est d'autant plus important de l'évoquer, que le fantastique joue un rôle central dans la littérature belge en général. Le fantastique belge naît du symbolisme et du réalisme à la fin du XIXe. Le symbolisme crée une atmosphère propice à l'intrusion du surnaturel, que ce soit par l'allégorie, la féerie, ou son caractère allusif. L'œuvre majeure de ce courant est Bruges-la-Morte de Georges Rodenbach (1892). À côté du symbolisme, se développe un courant réaliste et rustique, dont le principal représentant est Georges Eekhoud. Marquée par un réalisme de l'outrance et de l'hyperbole, son œuvre laisse apparaître un recueil majeur, Cycles patibulaires (1892)
Deux écrivains ont contribué à apporter au fantastique belge sa maturité : Franz Hellens et Jean Ray. Le premier, alternant entre symbolisme et réalisme, s'est illustré dans un genre que l'on qualifie parfois de « réalisme magique ». Ses ouvrages principaux sont Nocturnal (1919) et Les réalités fantastiques (1923). Le second est certainement le plus connu de tous[réf. nécessaire]. Jean Ray est un réel novateur de la littérature du surnaturel au XXe siècle. Il a la particularité d'avoir considéré le genre fantastique comme une totalité, et s'y est consacré de manière exclusive. Il est l'auteur d'un fantastique débridé dont la plus grande réussite est Malpertuis (1943). Enfin, Michel de Ghelderode, en dehors de son imposante œuvre théâtrale, a également écrit Sortilèges (1945), un recueil de nouvelles fantastiques qui constitue un des joyaux du genre.

### Angleterre victorienne

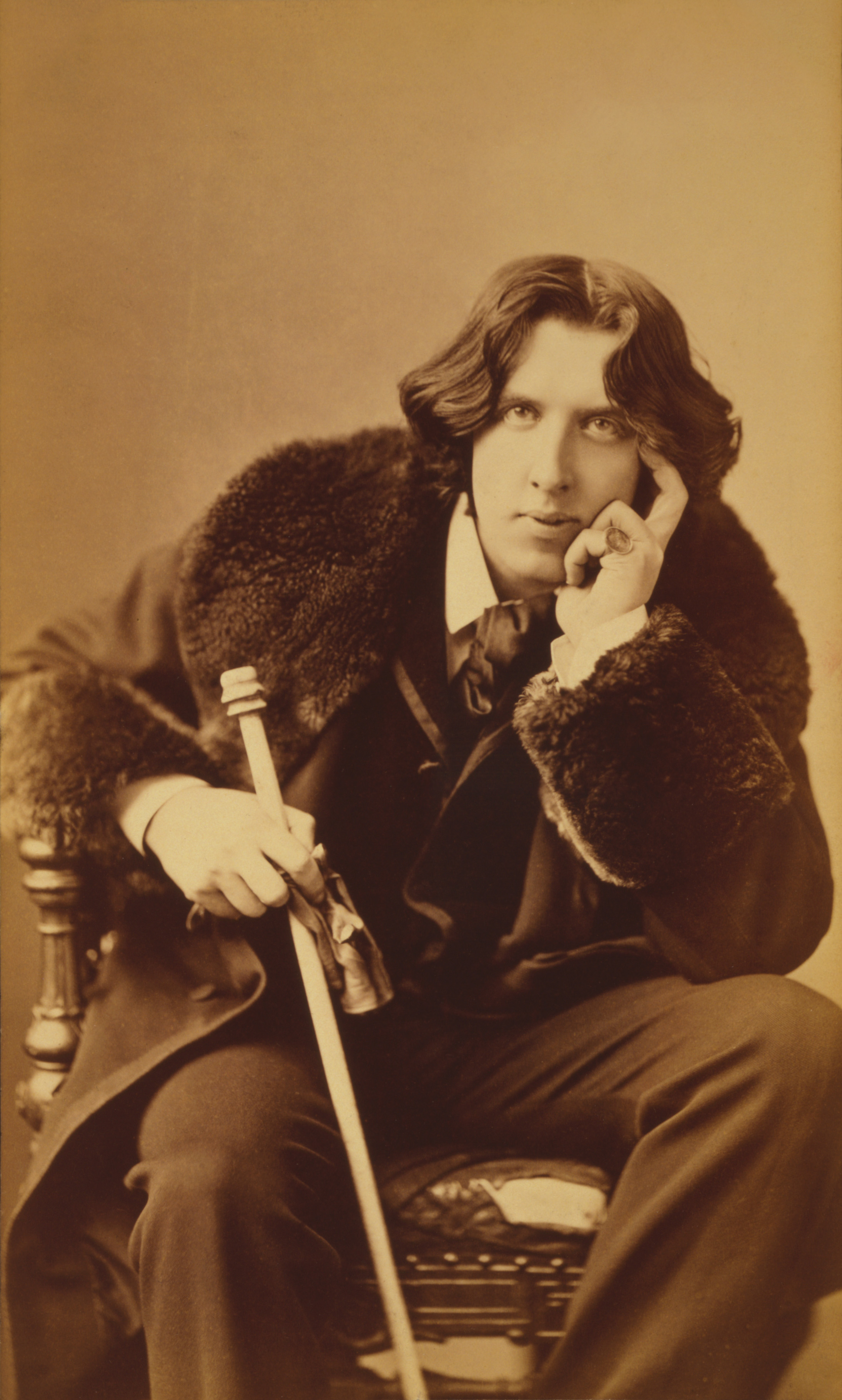
Oscar Wilde.

L'Angleterre victorienne n'a suscité que peu d'auteurs fantastiques à proprement parler, les subtiles ambiguïtés propres au genre ne trouvant guère d'écho dans la tradition littéraire anglaise. Ainsi des nouvelles de Thomas de Quincey, qui s'inscrivent plus nettement dans la tradition du roman gothique que dans celle du fantastique. L'Irlandais Sheridan Le Fanu est l'auteur de Carmilla (1871), un roman gothique dont l'originalité réside dans le personnage de la femme vampire homosexuelle. Il a inspiré le célèbre Dracula de son compatriote Bram Stoker (1897), chef-d'œuvre incontesté des histoires de vampires. Oscar Wilde écrit également l'un des plus célèbres romans fantastiques anglo-saxons, Le Portrait de Dorian Gray (1891), dans lequel le personnage principal voit son portrait vieillir et prendre chaque marque de ses vices, tandis que lui possède la jeunesse éternelle et se livre à tous les excès. Wilde développe dans ce texte sa réflexion sur l'esthétisme et met en scène le conflit entre les déchéances physique et morale. La sensualité et l'homosexualité parcourent également l'ouvrage en filigrane. Dépassant largement le cadre du fantastique, ce roman a exercé une forte influence sur la littérature française, en particulier sur les écrivains décadents. Par ailleurs, Oscar Wilde a écrit une parodie d'histoire de fantômes, Le Fantôme de Canterville (1887).
Un écrivain britannique, Arthur Llewelyn Jones, dit Arthur Machen né le 3 mars 1863 au Pays de Galles et mort le 15 décembre 1947 (à 84 ans) en Angleterre, se rattache particulièrement à la littérature fantastique notamment avec son premier roman, Le Grand Dieu Pan (1894).
D'autres écrivains de grande renommée ont signé quelques textes fantastiques, que ce soit Robert Louis Stevenson (Markheim, Olalla) ou bien Rudyard Kipling. L'écrivain anglo-américain Henry James a régulièrement abordé le fantastique au cours de sa carrière littéraire, et plus précisément les histoires de fantômes. Le plus abouti de ses textes est Le Tour d'écrou (1898), une référence dans l'art de l'hésitation entre explication rationnelle et irrationnelle. Le style allusif de James amène le lecteur à douter de chacun des protagonistes tour à tour, de sorte que la vérité ultime sur cette histoire n'est pas révélée à la fin du récit ; ce choix est laissé au lecteur. Ce livre est aussi remarquable pour le caractère fantomatique de ses personnages.
Cette période vit aussi la naissance de nouveaux genres de littérature populaire : le roman policier avec Wilkie Collins, la science-fiction avec H. G. Wells et Mary Shelley ou la fantasy avec William Morris et George MacDonald.

### Fantastique américain

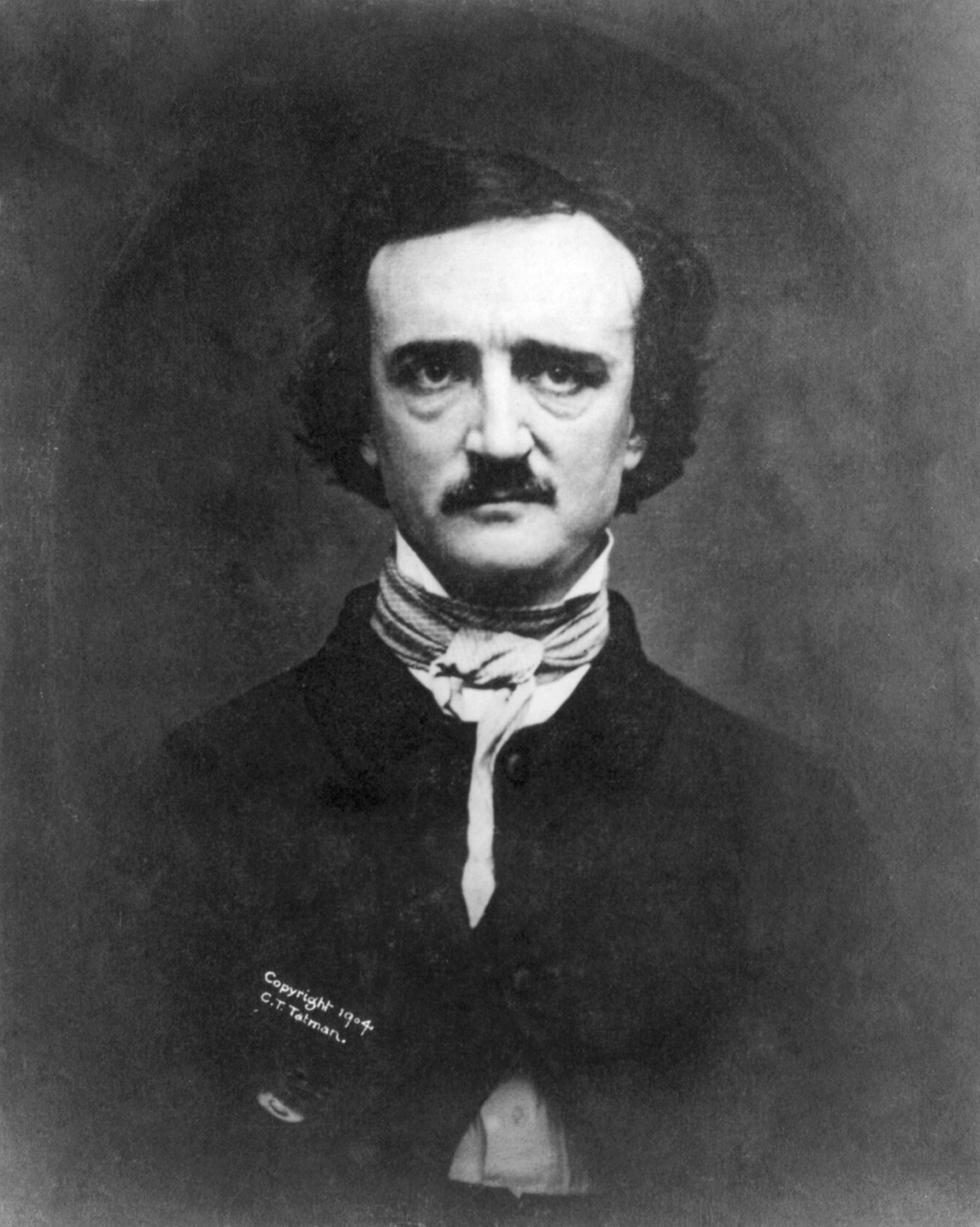
Edgar Allan Poe.

À sa naissance au début du XIXe siècle, la littérature américaine est fortement marquée par le roman gothique anglais et le fantastique. Nathaniel Hawthorne, puis Washington Irving et surtout Edgar Allan Poe imposent aussi la nouvelle et le conte comme formes d'expression privilégiées. Poe joue aussi un rôle particulier en élaborant une théorie esthétique personnelle. Enfin, il fait aussi partie des pionniers de la science-fiction et du roman policier. Washington Irving, l'un des premiers grands écrivains américains, a écrit de nombreux contes qui se rapprochent plus de la légende que du récit surnaturel à proprement parler. Il se caractérise par son réalisme, ainsi que par le ton ironique qu'il emploie. Son recueil le plus connu est le Sketch Book (1819), qui contient le conte Rip Van Winckle, l'une des deux premières œuvres fantastiques américaines vraiment originales, avec Peter Rugh, le disparu de William Austin (1824).
Nathaniel Hawthorne a rédigé quelques textes faisant appel au surnaturel. Ils sont marqués par l'oppression dans une Amérique puritaine, et ont pour thème récurrent la malédiction, en référence aux légendes de sorcellerie. Quoique le fantastique occupe peu de place dans son œuvre abondante, Francis Marion Crawford est l'auteur d'un recueil de grande qualité dans le genre, Wandering Ghosts (1891). Tout en s'inspirant de cette tradition, H. P. Lovecraft lui donne un tour particulier, plus proche de l'horreur. Lovecraft inspirera de nombreux auteurs au XXe siècle, notamment Stephen King.

### Fantastique russe

#### Récits populaires
C'est Alexandre Pouchkine qui introduisit le genre fantastique en Russie avec la célèbre nouvelle la Dame de pique (1834). À partir de cette date, le fantastique devint un genre de prédilection de la littérature russe, trouvant ses thèmes dans les contes et légendes populaires. Apparaît alors un fantastique proche du merveilleux, dans des œuvres telles que La famille du Vourdalak d'Alexis Konstantinovitch Tolstoï, L'effroyable vengeance de Nicolas Gogol, caractère propre dans des œuvres réalistes marquées par une inquiétude profonde, faisant preuve d'une plus grande sincérité que les bijoux littéraires issus de la « mode » du fantastique, en France notamment. C'est le cas du Manteau de Gogol et de L'Aigle blanc de Nikolaï Leskov. On retrouvera ce réalisme bien plus tard dans le roman de Andreï Biély, Petersbourg et dans Un démon de petite envergure de Fédor Sologoub.

#### Grotesque
Encouragé par Pouchkine, Nicolas Gogol publie des contes fantastiques dont les plus célèbres sont Le Nez et  le Journal d'un fou, publiées dans le recueil des nouvelles de Pétersbourg. Ces récits introduisent un changement de nature assez profond par rapport à la tradition fantastique. La peur y joue un rôle négligeable ; en revanche l'absurde et le grotesque deviennent un élément essentiel. Ce style nouveau fera des émules en Russie même : Le Double, un des premiers romans de Dostoïevski, est directement inspiré de l'œuvre de Gogol.

### En langue allemande des années 1890–1930

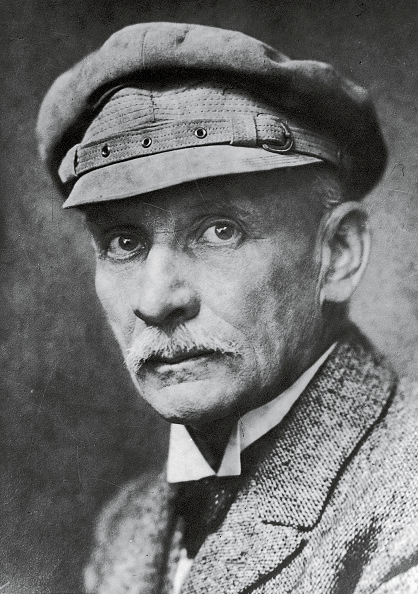
Gustav Meyrink.

Le début du XXe siècle est marqué par l'essor dans les pays germanophones d'un fantastique sombre et pessimiste. Les œuvres qui paraissent durant cette période deviennent des sources d'inspiration du cinéma expressionniste qui se développe alors en Allemagne. Gustav Meyrink (1868-1932) est l'un des plus grands écrivains fantastiques de cette période. Grand amateur de sciences occultes, il distille dans ses romans des thèses occultistes dans le but d'initier ses lecteurs. Son roman le plus célèbre, Le Golem (1915), est placé sous le signe de la Kabbale. Il peint le tableau d'une humanité dégradée et misérable dans le quartier juif de Prague. Son autre roman fantastique majeur est La Nuit de Walpurgis (1917). Il a pour thème la violence et la folie collective, et fait écho à la boucherie de la Première Guerre mondiale.
Plus controversé, Hanns Heinz Ewers est l'auteur d'une œuvre abondante qui, si elle lorgne plus souvent sur l'étrange que sur le fantastique, reste largement dans le domaine du surnaturel. Avec un penchant prononcé pour le macabre, le sang, et un érotisme malsain, ses ouvrages se veulent provocateurs et ont souvent été jugés immoraux. Ewers est surtout connu pour son roman Mandragore. Il est l'auteur d'un autre roman significatif, L'Apprenti-sorcier (1909), ainsi que de nombreuses nouvelles, dont la plus connue est L'Araignée (1907).
L'écrivain et dessinateur autrichien Alfred Kubin a publié en 1909 un unique roman fantastique, L'Autre Côté, où l'on retrouve l'atmosphère cauchemardesque de ses dessins. Ce roman, dans lequel le rêve et la réalité forment un écheveau inextricable, est considéré par Peter Assman, le principal biographe de Kubin, comme « un pas essentiel pour le développement de la littérature fantastique européenne ».
D'autres œuvres fantastiques importantes sont écrites durant cette période, notamment Le Marquis de Bolibar de Leo Perutz et Le Baron Bagge d'Alexander Lernet-Holenia. C'est également à cette époque que Franz Kafka rédige La Métamorphose, que l'on considère parfois comme une nouvelle fantastique.

### Jorge Luis Borges
Entre 1920 et 1960, la ville de Buenos Aires est le centre d'une intense activité littéraire et culturelle. C'est aussi un lieu de refuge pendant les années de guerre pour des écrivains européens liés à la littérature fantastique tels que Witold Gombrowicz et Roger Caillois. En 1931 se crée la revue Sur (Le Sud) sous la direction de Victoria Ocampo. Parmi ses collaborateurs se trouvent Jorge Luis Borges, Adolfo Bioy Casares, et Silvina Ocampo, sœur de Victoria et épouse de Bioy Casares.
Cette revue devient le lieu d'un nouveau regard sur la littérature fantastique, porté par l'érudition et le goût du pastiche. Borges déclare ainsi que « l'érudition est la forme moderne du fantastique ». Ce fantastique que l'on pourrait qualifier de post-moderne cherche ses thèmes aussi bien dans l'histoire littéraire que dans la philosophie et la théologie, tout en conservant un caractère angoissant ou effrayant. De nouveaux thèmes sont explorés : les voyages à travers le temps, les mondes parallèles, les vies parallèles…

## Aspects

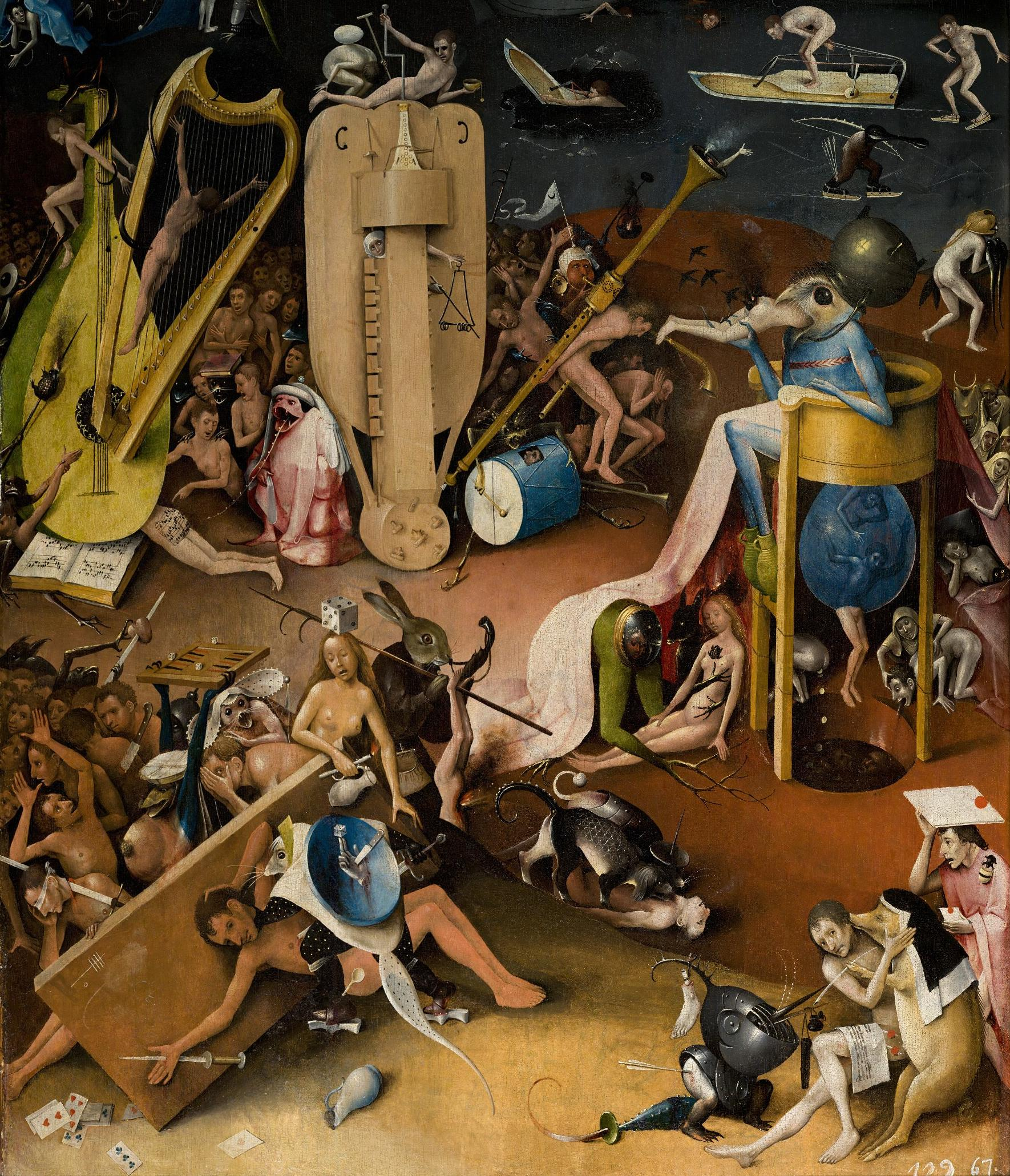
Détail de L'Enfer de Jérôme Bosch.

### Peur
La lecture de textes fantastiques provoque souvent mais non nécessairement – un sentiment de peur ou d'angoisse. Sigmund Freud explique ce sentiment par l'inquiétante étrangeté propre à la littérature fantastique. Le terme allemand utilisé par Freud est unheimlich qui signifie « non-familier » mais aussi « non-caché » et qui peut se traduire par « effrayant ». Ainsi, le propre du fantastique serait de révéler des choses habituellement cachées, des choses que nous ne voulons pas voir : le sang, les cadavres, la nuit. Lovecraft l'avait parfaitement compris, puisqu'il écrivait dans Épouvante et Surnaturel en littérature : « La plus vieille et la plus forte émotion de l’humanité est la peur ; et la forme de peur la plus ancienne et la plus forte est celle de l’inconnu ». À ses yeux, le fantastique doit provoquer la peur afin de générer une catharsis chez le lecteur.

### Mal
Les manifestations du surnaturel dans la littérature fantastique sont généralement néfastes : pas de place pour les anges, les bonnes fées ou les bons génies. Le fantastique fait la part belle au Mal et à ses incarnations. C'est aussi une littérature de la souffrance, de la folie, de l'échec. En ce sens, elle marque une rupture profonde avec l'optimisme du siècle des Lumières. Cet aspect trouvera un écho au XXe siècle chez les surréalistes.

### Sexualité

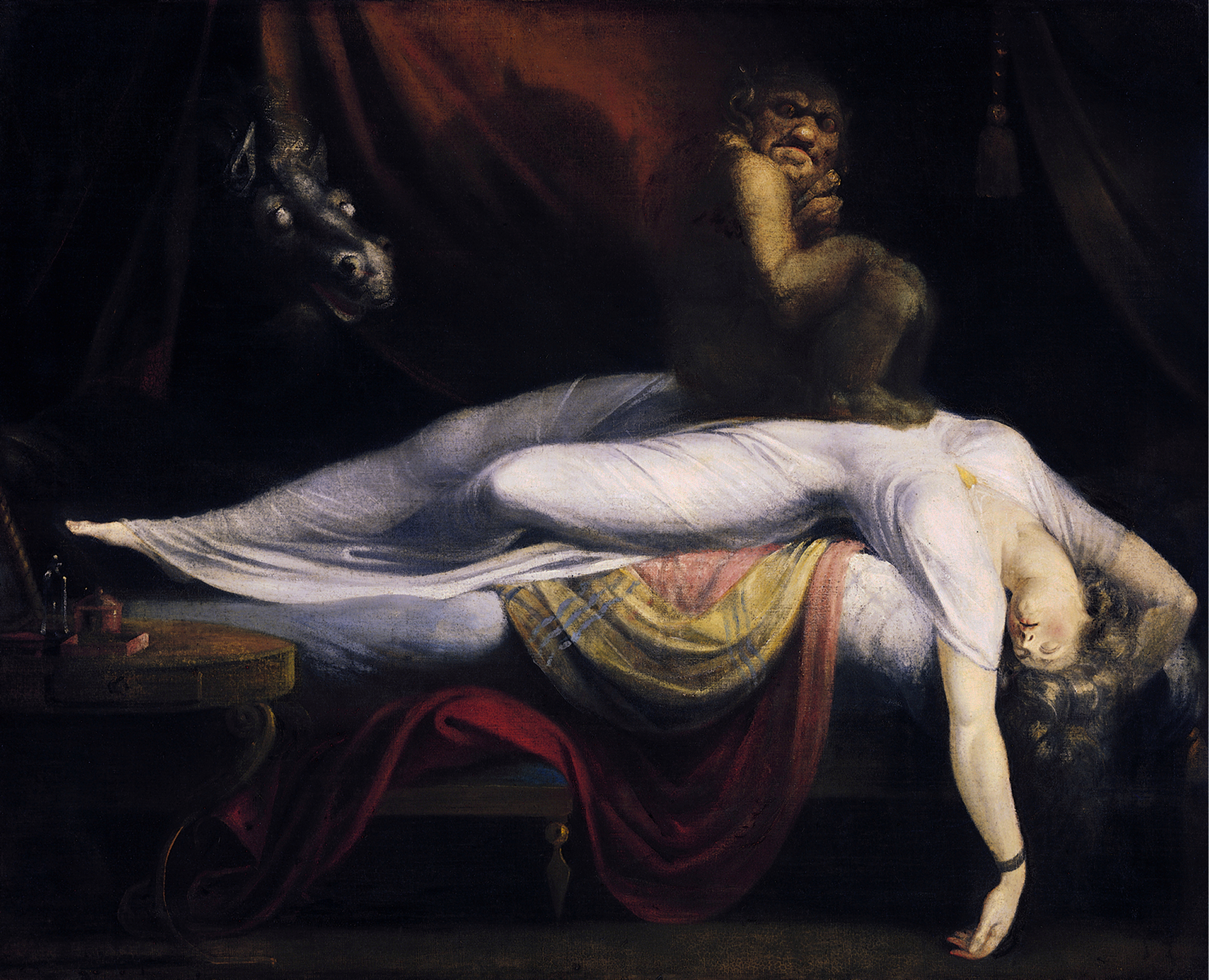
Le Cauchemar, Johann Heinrich Füssli.

La psychanalyse interprète volontiers le genre fantastique comme l'expression de désirs sexuels inavouables.
Par ailleurs, la sexualité intervient explicitement et non plus symboliquement dans de nombreux récits fantastiques. Un désir amoureux très violent est souvent la cause qui amène le héros à basculer dans un univers fantastique (par exemple La Chevelure de Maupassant ou encore Le Diable amoureux de Jacques Cazotte)[réf. nécessaire].

### Censure
Le fantastique a souvent été utilisé par des auteurs pour contourner la censure. Les romantiques allemands ont ainsi pu glisser des critiques politiques sous les dehors de la fiction. Parfois le simple fait d'adopter le genre fantastique vaut revendication de l'autonomie de la littérature contre ceux qui veulent l'asservir : ainsi des auteurs russes dissidents à l'époque du réalisme socialiste.
De même, on tolérera plus facilement des idées choquantes si elles sont présentées comme l'œuvre de la folie ou du Diable : scènes scabreuses du fantastique fin de siècle français, phobie raciste et misanthrope chez H. P. Lovecraft, etc.
Il ne faut non plus oublier le macabre.

### Littérature de l'interprétation
- Si vous ne connaissez pas le sujet, laissez ce bandeau (vous pouvez alors contacter les auteurs).
- Si vous supprimez le contenu mis en cause (vous pouvez préalablement contacter les auteurs),

argumentez précisément cette suppression dans la page de discussion
(un manque de référence n'est pas un argument ; une recherche réelle de référence doit avoir été effectuée, être formellement documentée).
Le texte fantastique est par nature ambigu et demande à être interprété correctement. Les auteurs ont donc souvent recours à des techniques narratives qui conditionnent le lecteur. Les textes courts (contes et nouvelles) qui permettent de maintenir la tension dramatique sont privilégiés. Il est souvent fait appel à un narrateur, parfois redoublé d'un second narrateur qui introduit le récit et le met à distance. Le lecteur du texte fantastique se retrouve face à un choix paradoxal : soit il fait confiance au narrateur et accepte la version « surnaturelle », et alors le texte devient une fiction ; soit il préfère une explication « rationnelle » qui ramène le texte dans le champ du réalisme, mais alors il doit mettre en doute la crédibilité du narrateur.
On peut aussi envisager le fantastique comme l'interprétation littérale de figures métaphoriques. Ainsi le cafard de la Métamorphose de Kafka est à la fois une métaphore de l'individu insignifiant et un véritable insecte. Le fantastique amène donc à s'interroger sur ce qu'est un texte littéraire et sur son rapport à la réalité. Dans At Swim-Two-Birds par exemple, Flann O'Brien imagine ainsi un auteur aux prises avec ses personnages qui refusent de lui obéir, un thème que développera dans son propre monde également Marcel Aymé.